# Новая Земля (Севастополь)
Новая Земля (укр. Нова Земля) — упразднённый населённый пункт на территории Севастополя. Располагался на берегу моря, примерно в 3,5 километрах к югу от Камышовой Бухты.

Впервые в исторических документах название поселение Новая Земля упоминается в 1793 году в труде Петра Палласа «Наблюдения, сделанные во время путешествия по южным наместничествам Русского государства» 
…хутор Алексиано, также называемого Новой землей, по прямой линии через бухты считают двенадцать верст до Севастополя.
 В путеводителе Г. Г. Москвича 1911 года упомянута местность Новая Земля примерно в районе Круглой бухты.
Вновь название, как селение Новая Земля, или Новоземельские хутора, встречается 21 января 1921 года в решении о создании Балаклавского района. 11 октября 1923 года, согласно постановлению ВЦИК, в административное деление Крымской АССР были внесены изменения, в результате которых был ликвидирован Балаклавский и создан Севастопольский район. Согласно Списку населённых пунктов Крымской АССР по Всесоюзной переписи 17 декабря 1926 года, в селе Новая Земля, центре Новоземельского сельсовета Севастопольского района числилось 27 дворов, из них 26 крестьянские, население составляло 117 человек (71 мужчин и 46 женщин). В национальном отношении учтено: 84 русских, 24 украинца, 1 немец, 1 эстонец, 7 записаны в графе «прочие».
Новоземельский поселковый совет фигурирует в документах с апреля 1925 года до 1939 года. В состав совета входили: село Херсонесский музей, совхозы Георгиевский монастырь и Максимов, 14 хуторов (в том числе Камышская бухта, Круглая Бухта Омега, Георгиевский монастырь, Пятницкий Район и Стрелецкая Бухта), шоссейная будка и английское кладбище (Ташлы-Яр). Время включения села в городскую черту пока не установлено.